# Hans Ramberg
Hans Ramberg (15 mars 1917 - 7 juin 1998) est un géologue norvégien-suédois. La rambergite minérale porte son nom. Il est un pionnier de la modélisation tectonique avec une centrifugeuse ,,.

## Biographie
Il obtient son doctorat de l'Université d'Oslo en 1946. Il travaille ensuite à l'Université de Chicago (1948 - 1961) et au Laboratoire de géophysique de la Carnegie Institution for Science (1952 - 1955) à l'Universidade Federal de Ouro Preto (1960 - 1961) et pour le reste de sa carrière à l'Université d'Uppsala (1961 - 1982)  où il crée le Laboratoire Hans Ramberg. Avec ses assistants et ses étudiants, il simule une variété de modèles tectoniques avec la centrifugeuse, qui sont résumés dans son deuxième livre : Gravity ; déformation et croûte terrestre . Jusqu'à la fin de sa carrière, il se concentre sur l'exploration du potentiel de la modélisation numérique en combinaison avec la modélisation analogique .
En 1967, il est élu membre de l'Académie royale des sciences de Suède. Il est récompensé par la Société royale des sciences d'Uppsala avec la médaille d'or Celsius (Celsiusmedaljen i guld) en 1969, par la Société géologique de Londres avec la médaille Wollaston en 1972 et avec le Grand Prix de la Royal Academy for Natural Sciences en Suède en 1973. Il reçoit la Médaille Arthur Louis Day de la Société américaine de géologie en 1976 ainsi que la Médaille Arthur-Holmes décernée par l'Union européenne des géosciences en 1983. Il reçoit le prix Björkén (Björkénska priset) à l'Université d'Uppsala en 1980 ,,.